# 웨스 벤자민
웨슬리 스콧 벤자민(영어: Wesley Scott Benjamin, 영어 발음: /ˈwɛsli ˈbɛnd͡ʒəmɪn/, 1993년 7월 26일~)은 미국의 야구 선수이다. 전 KBO 리그 kt 위즈의 투수이다.

## 미국 프로야구 시절
2020년에 텍사스 레인저스에 입단하였다.

## 한국 프로야구 시절

### kt 위즈시절
2022년 5월 18일에 윌리엄 쿠에바스를 대체할 외국인 투수로 영입되었다. 2022년 시즌 5승 4패를 기록했고, 2022년 12월 8일 총액 130만 달러에 재계약을 체결했다.
2023년 12월 12일 총액 140만 달러에 재계약을 체결했다.
2024년 시즌 후, 그의 차기 대체 용병은 키움 히어로즈에서 뛴 엔마누엘 데 헤수스이다.